# Corey Sevier
Pour les articles homonymes, voir Sevier.
 (juin 2015).
Si vous disposez d'ouvrages ou d'articles de référence ou si vous connaissez des sites web de qualité traitant du thème abordé ici, merci de compléter l'article en donnant les références utiles à sa vérifiabilité et en les liant à la section « Notes et références ».
Corey Sevier, né le 3 juillet 1984 à Ajax en Ontario, est un acteur canadien.

## Biographie
Il parle français et anglais. Il mesure 1,85 m (6′ 1″) et a un jeune frère nommé Kyle. Il est ceinture verte de karaté et pratique plusieurs sports comme le football, le hockey, le baseball et le tennis.

### Vie privée
Sa compagne était l'actrice Laura Vandervoort, connue pour avoir tenu le rôle de Kara dans les saisons 7, 8 et 10 de Smallville[réf. nécessaire].

## Filmographie

### Cinéma
- 1995 : Memory Run d'Allan A. Goldstein : Le jeune André Fuller
- 1998 : Malin comme un singe (Summer of the Monkeys) de Michael Anderson
- 2002 : Edge of Madness : George Herron
- 2002 : Cœurs inconnus (Between Strangers) d'Edoardo Ponti
- 2003 : Detention : Mick Ashton
- 2003 : Student Seduction : Josh Gaines
- 2004 : Decoys : Luke
- 2005 : Surf Academy : Jordan
- 2005 : Code Breakers : Bob Blaik
- 2006 : Metamorphosis : Keith
- 2011 : Age of the Dragons de Ryan Little
- 2011 : Les Immortels : Apollon
- 2012 : Appartement 1303 : Mark Taylor
- 2015 : The Dependables de Sidney J. Furie : Matt Stasny

### Télévision

#### Séries télévisées
- 1993 : J. F. K. : Le Destin en marche (mini-série) : Joe, Jr. (9-12 ans)
- 1993 : Family Pictures (mini-série) : Mack (8 ans)
- 1996 : Side Effects (saison 2, épisode 13) : Paul Osuzyk
- 1996 : Chair de poule (saison 1 épisode 16 et 17) : Ryan / Eddie
- 1997-1999 : Lassie : Timmy Cabot
- 1998-1999 : Les enfants de Plumfield : Dan Maddison
- 1999 : Partners (saison 1, épisode 4) : Eddie
- 1999 : Monster by Mistake (saison 1, épisode 3) : Warren
- 2000 : Real Kids, Real Adventures (saison 3, épisode 6) : John Biscello
- 2000 : Destins croisés (saison 2, épisode 13) : Ethan O'Malley jeune
- 2002 : Caitlin's Way (saison 3, épisode 3) : Charlie Sullivan
- 2002-2003 : 2030 CE : Hart Greyson
- 2003 : Black Sash : Trip Brady
- 2003-2004 : Méthode Zoé : Julian
- 2004-2005 : North Shore : Hôtel du Pacifique : Gabriel McKay
- 2005 : Les Experts : Miami (saison 4, épisode 2) : Luke Gannon
- 2007 : The Dresden Files (saison 1, épisode 4) : Matthew Jacobs
- 2007 : Ma vie de star (saison 3, épisodes 8 à 11) : Hunter
- 2008 : Heartland (saison 1, épisode 8) : Ryan Bailey
- 2008 : Smallville (saison 7, épisode 12) : Finley
- 2008 : Les enquêtes de Murdoch (saison 1, épisode 8) : Horace Briggs
- 2008-2009 : The Best Years (saison 2, épisodes 4, 5 & 6) : Jake
- 2008 / 2012 : Enquêteur malgré lui (épisodes 2x15 / 6x12) : Bryan Frou / Brody
- 2012 : The Listener (saison 3, épisode 9) : Kyle Burrows
- 2013 : Supernatural (saison 9, épisode 13) : Larry
- 2013-2014 : Retour à Cedar Cove : Seth Gunderson
- 2014 : Motive (saison 2, épisode 6) : Jake Daly
- 2015 : Mistresses (saison 3, épisodes 9 à 13) : David Hudson
- 2016 : Sadie and Emmie (saison 2, épisode 9) : Cavalier sans tête
- 2017 : Messiah Complex : Viggo

#### Téléfilms
- 1994 : La Vie Malgré Tout (And Then There Was One) de David Hugh Jones : Grim Reaper
- 1994 : To Save the Children de Steven Hilliard Stern : Tommy
- 1995 : Le Silence de l'adultère (The Silence of Adultery) de Steven Hilliard Stern : School Boy
- 1996 : The Haunting of Lisa de Don McBrearty : Buddy
- 1996 : Dilemmes de Claudia Weill : Bradley
- 2003 : Dangereuse Alchimie (Student Seduction) de Peter Svatek : Josh Gaines
- 2005 : Code Breakers de Rod Holcomb : Bob Blaik
- 2006 : Tentation troublante (Gospel of Deceit) de Timothy Bond : Luke / Emily's lover
- 2010: The Lost Future de Mikael Salomon : Savan
- 2012 : Une star pour Noël (A star for Christmas) de Michael Feifer : Alex Gray
- 2014 : Un œil sur mon bébé (Stolen from the Womb) de Terry Ingram : Jesse Miller
- 2014 : Mon beau sapin (The Tree That Saved Christmas) de David Winning : Lucas Bishop
- 2015 : Gagne, perds, aime (Win, Lose or Love) de Steven R. Monroe : Alex Kramer
- 2016 : Amour, rupture et littérature (Mr. Write) de Rick Bota : Michael
- 2017 : Coup de foudre et petits mensonges (The Art of Us) de Kristoffer Tabori : Rick
- 2017 : Que s'est-il passé cette nuit-là ? (The Wrong Bed: Naked Pursuit) de Monika Mitchell : Owen Michaels
- 2017 : 4 Noël et un mariage (Four Christmases and a Wedding) de Marita Grabiak :  Evan Mathers
- 2018 : Mon Noël en Alaska (Northern Lights of Christmas) de Jonathan Wright : Alec Wynn
- 2019 : Dernière escale avant Noël (Grounded for Christmas) de Amyn Kaderali : Brady
- 2019 : Un Noël romantique (Matchmaker Christmas) de Brian Brough : Jaxson Jones
- 2020 : Le Langage de l'amour (Love in Translation ) de Adrian Langley : Dan
- 2020 : Noël le cœur en fête : Noah
- 2021 : Un marché de Noël providentiel : Darcy Hawkins
- 2022 : New York avec toi (Meet Me in New York) de Adrian Langley : Joe
- 2022 : Rejoins-moi pour Noël : Michaël
- 2023 : Sur la route du père Noël : Zack

### Documentaire
- 2006 : The Secret